# Ixora bauchiensis
Ixora bauchiensis är en måreväxtart som beskrevs av John Hutchinson och John McEwan Dalziel. Ixora bauchiensis ingår i släktet Ixora och familjen måreväxter. Inga underarter finns listade i Catalogue of Life.